# Benin-Bronzen

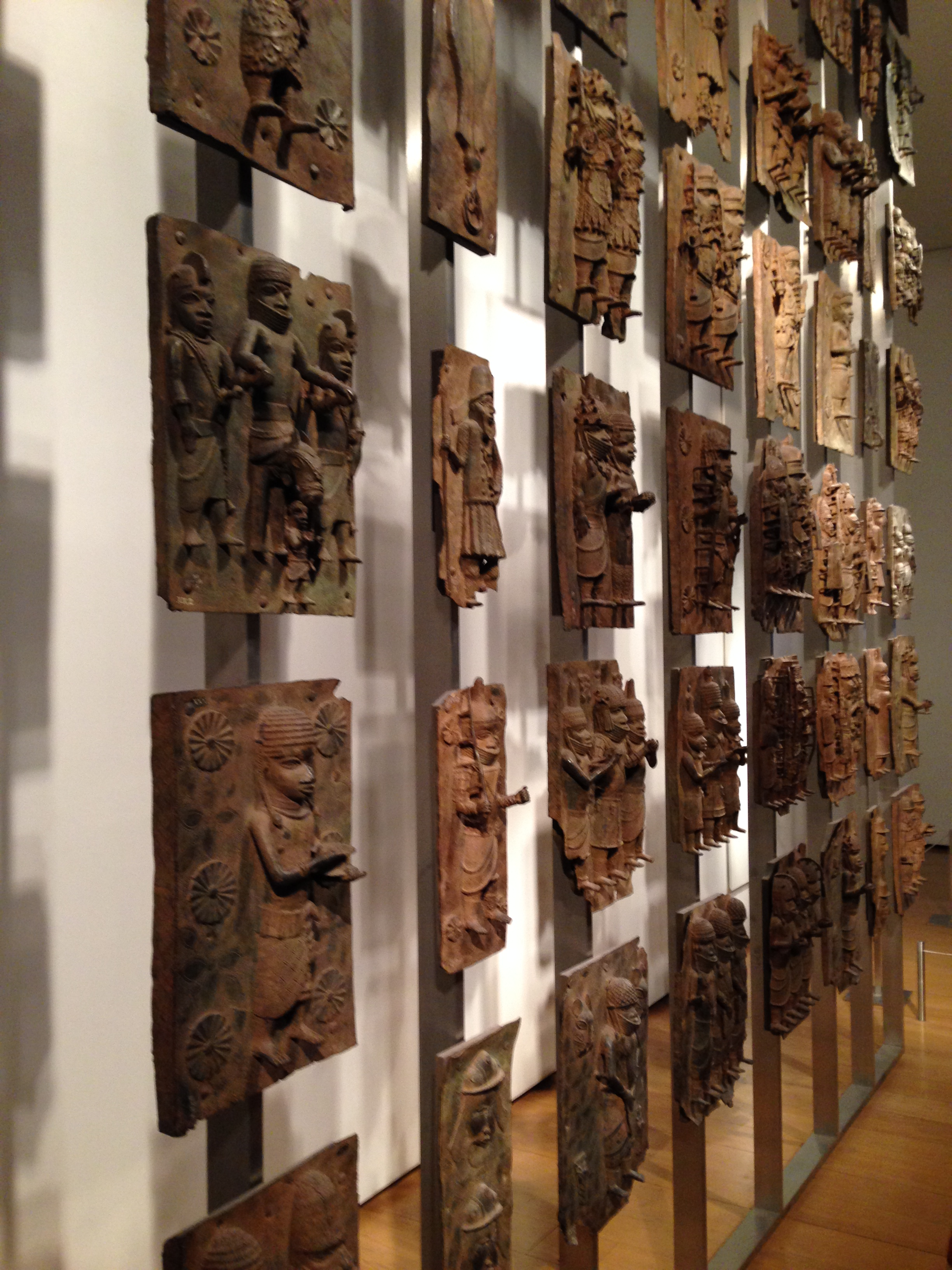
Benin-Bronzen im British Museum

Die sogenannten Benin-Bronzen sind eine Gruppe von mehreren tausend Kunstwerken, überwiegend Reliefs und Plastiken aus Bronze oder Messing, aber auch Werke aus Elfenbein, Koralle und Holz, die seit dem 16. Jahrhundert den Königspalast des vorkolonialen Königreichs Benin schmückten, teilweise auch zeremonielle Bedeutung hatten und als Insignien dienten. Sie gelten als einer der bedeutendsten Kunstschätze Afrikas und beeinflussten in Europa auch die Malerei der klassischen Moderne zu Beginn des 20. Jahrhunderts. Neben ihrer großen kunsthistorischen Bedeutung spielen sie auch eine wichtige Rolle in der internationalen Diskussion um Rückgaben von Kulturgut kolonialzeitlicher Herkunft.
Ein erheblicher Teil dieser Bronzen wurde im Zeitalter der Kolonisation Afrikas durch das Vereinigte Königreich 1897 als Beutekunst nach Europa und in die USA verkauft. Alleine in Deutschland gibt es mehr als 1000 Objekte in Museen, die meisten davon in Berlin. Forderungen zur Rückgabe dieses Kulturguts kolonialzeitlicher Herkunft wurden von Seiten der nigerianischen Regierung seit den 1970er Jahren vorgebracht. Seit Ende 2021 gab es erste Restitutionen aus britischen Sammlungen. Allerdings wurde von Seiten einer zivilgesellschaftlichen Gruppe in den USA kritisiert, dass im Königreich Benin intensiv Sklaven anderer Stämme gejagt und u. a. gegen Messingmanillen verkauft wurden, aus denen dann die Bronzen hergestellt wurden. Daher sollten die Bronzen nicht Nigeria oder gar dem derzeitigen Oba zurückgegeben werden, sondern den Nachkommen der Sklaven zugutekommen.
Am 1. Juli 2022 unterzeichneten Deutschland und Nigeria ein Abkommen über die Rückgabe der Benin-Bronzen in deutschen Museen. Diese sollten in nigerianisches Eigentum übergehen, zunächst aber überwiegend als nigerianische Leihgaben an ihren jeweiligen Standorten verbleiben; zwei Objekte wurden im Rahmen der Unterzeichnung direkt zurückgegeben.
Im Dezember 2022 wurden weitere Bronzen in einem feierlichen Staatsakt von Außenministerin Annalena Baerbock und Kulturstaatsministerin Claudia Roth in der nigerianischen Hauptstadt Abuja an Nigeria übergeben. Im Mai 2023 wurde bekannt, dass das Eigentumsrecht an den bereits übergebenen wie auch den noch zu übergebenden Bronzen von Präsident Mohammedu Buhari dem aktuellen Oberhaupt der damals für die Sklavenjagd verantwortlichen königlichen Familie, Oba Ewuare II., übereignet worden war.
Seit November 2022 ermöglicht es die Online-Plattform Digital Benin Interessierten, sich über die Eigenschaften, den Standort und die Herkunft von mehr als 5.000 Kunstgegenständen aus dem historischen Königreich Benin zu informieren. Im Zuge dieser Digitalisierung wurde auch offensichtlich, dass ein Großteil der in Nigeria befindlichen Objekte entweder verschwunden oder in katastrophal schlechtem Erhaltungszustand ist, was generelle Fragen zur Sinnhaftigkeit der Restitution aufwirft.

## Werke
Die Chronologie der Werke aus Benin ist bislang nicht geklärt. Die ersten Tafeln und Plastiken entstanden aber wahrscheinlich im 16. Jahrhundert am Hof des Oba (König) in Benin City. Zu ihnen gehören aufwändig verzierte reliefierte Gelbgusstafeln, Ahnengedenkköpfe, Tier- und Menschenfiguren und Regalia. Viele wurden im Wachsausschmelzverfahren hergestellt. Manchmal werden auch Objekte irreführend als Benin-Bronzen bezeichnet, die aus Eisen, Holz, Leder oder Wolle am königlichen Hof von Benin entstanden sind. Sie stellen die Geschichte des Königreichs Benin auf sozialer, dynastischer und transnationaler Ebene dar.
Sie dienten vor allem der Ausschmückung des königlichen Palastes. Die Reliefplatten waren mit Hilfe von Nägeln an den Säulen und Wänden des Palastes aufgehängt, andere Objekte schmückten Ahnenschreine aus. Als höfische Kunst dienten sie in erster Linie der Verherrlichung des Obas und Manifestation seiner weltlichen und spirituellen Macht, sowie der Verehrung der Iyoba, der Königsmütter. Die Kunst im Königreich Benin nahm viele Formen an, von denen Bronze- und Messingreliefs und die Köpfe von Königen und Königinmüttern die bekanntesten sind. Auch Bronzegefäße, Glocken, Ornamente, Schmuck, Zeremonialwaffen und rituelle Gegenstände besaßen ästhetische Qualitäten und Originalität, sie bezeugten die kreative und technische Kunstfertigkeit ihrer Schöpfer, auch wenn sie oft von figürlichen Arbeiten aus Bronze und Elfenbeinschnitzereien in den Schatten gestellt wurden.
Im tropischen Afrika wurde die Technik des Wachsausschmelzverfahrens früh entwickelt, wie die Werke aus Benin zeigen. Wenn ein Oba verstarb, gab sein Nachfolger den Auftrag, einen Bronzekopf seines Vorgängers anzufertigen. Etwa 170 dieser Skulpturen sind erhalten, die ältesten stammen aus dem 12. Jahrhundert. Die Obas besaßen das Monopol auf die am schwierigsten zu beschaffenden Materialien wie Gold, Elefantenstoßzähne und Bronze. Sie ermöglichten die Herstellung der prächtigen Benin-Bronzen, womit die Königshöfe wesentlich zur Entwicklung der subsaharischen Kunst beitrugen. 1939 wurden in Ile-Ife, der heiligen Stadt der Yoruba, ebenfalls Bronzeköpfe der dort herrschenden, ebenfalls gottähnlichen Oònis entdeckt, die denen des Königreichs Benin ähnlich waren und aus dem 14. und 15. Jahrhundert stammten. Diese Entdeckung bestätigte eine frühere Überlieferung, wonach es Künstler aus Ife waren, die die Technik der Bronzeverarbeitung nach Benin brachten. Die Bestätigung dieser bekräftige schließlich die endgültige Anerkennung des Alters der frühen beninischen Bronzegusstechnologien.
Im 18. Jahrhundert hatten Europäer nur wenige Beispiele afrikanischer Kunst gesammelt. Erst mit der Kolonialisierung und Missionierung zu Beginn des 19. Jahrhunderts wurden afrikanische Werke in größerer Zahl nach Europa verbracht, wo sie häufig als einfache Kuriositäten „heidnischer“ Kulte herabgewürdigt wurden. Diese Haltung änderte sich jedoch nach der Benin-Expedition von 1897. Die Aufnahme der geraubten Kunstwerke in europäische und amerikanische Museen führte zu einer allgemeinen Anerkennung und einer gesteigerten Wertschätzung dieser afrikanischen Kunst- und Kulturgüter. Zunächst erschien es den Entdeckern unglaublich, dass angeblich „so Primitive und Wilde“ fähig waren, solch hoch entwickelte Kunstobjekte zu schaffen. Daraus schlossen viele, dass das metallurgische Wissen von portugiesischen Händlern stammen musste, die in der frühen Neuzeit mit Benin in Kontakt standen. Tatsächlich war das Königreich Benin schon lange vor dem Kontakt mit portugiesischen Händlern ein Zentrum westafrikanischer Kultur und Zivilisation, in dem schon Jahrhunderte vor dem Kontakt mit Europäern Bronzeplastiken hergestellt wurden. Allerdings nahm die Bronzeverarbeitung mit dem Sklavenhandel dramatisch zu, da als Bezahlung für die einheimischen Sklavenhändler große Mengen an Bronzemanillen ins Land kamen, die von den Handwerkern der Herrscher eingeschmolzen wurden, um daraus Plastiken zu fertigen.
2023 wurde eine Untersuchung der Isotopenverteilung veröffentlicht, nach der ein großer Teil des Messings aus dem Rheinland kam.

Beispielexemplare
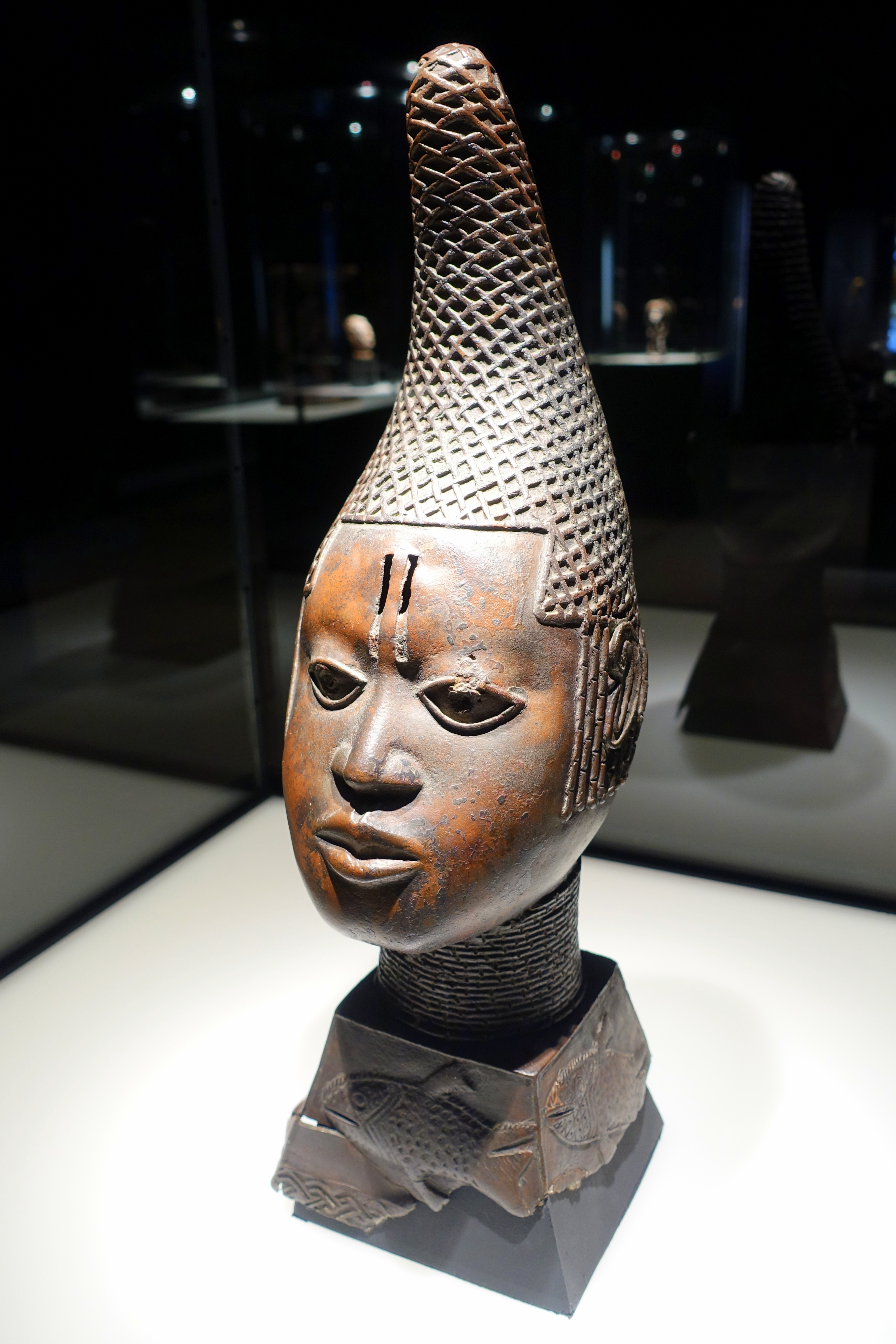
Bronze-Kopf einer Iyoba (Königinmutter), frühes 16. Jahrhundert, Ethnologisches Museum, Berlin (Weitere Infos)
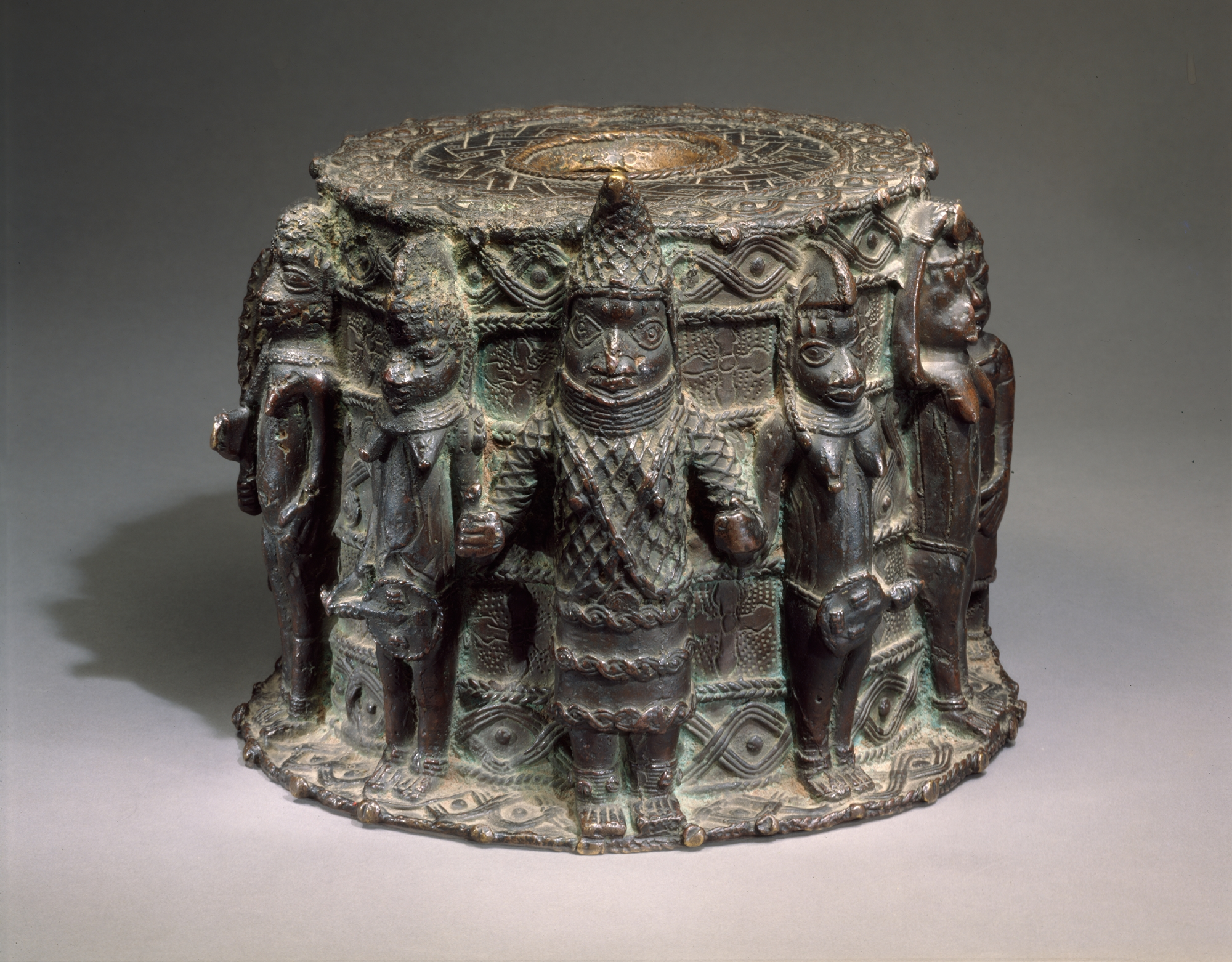
Altar der Königinmutter (Ikegobo), spätes 18. Jahrhundert, British Museum, London (Weitere Infos)
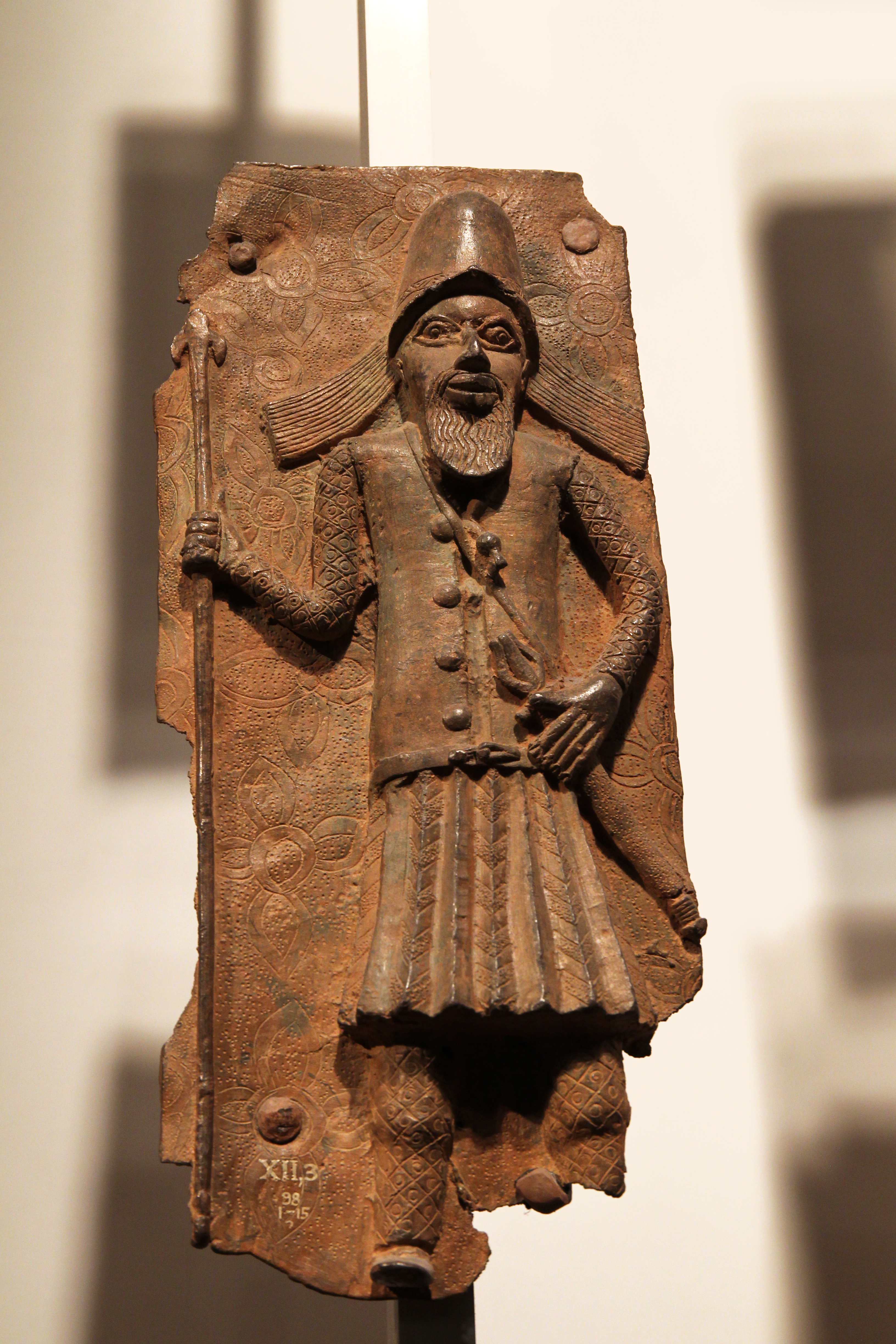
Darstellung eines Europäers, 16.–17. Jahrhundert, British Museum, London (Weitere Infos)
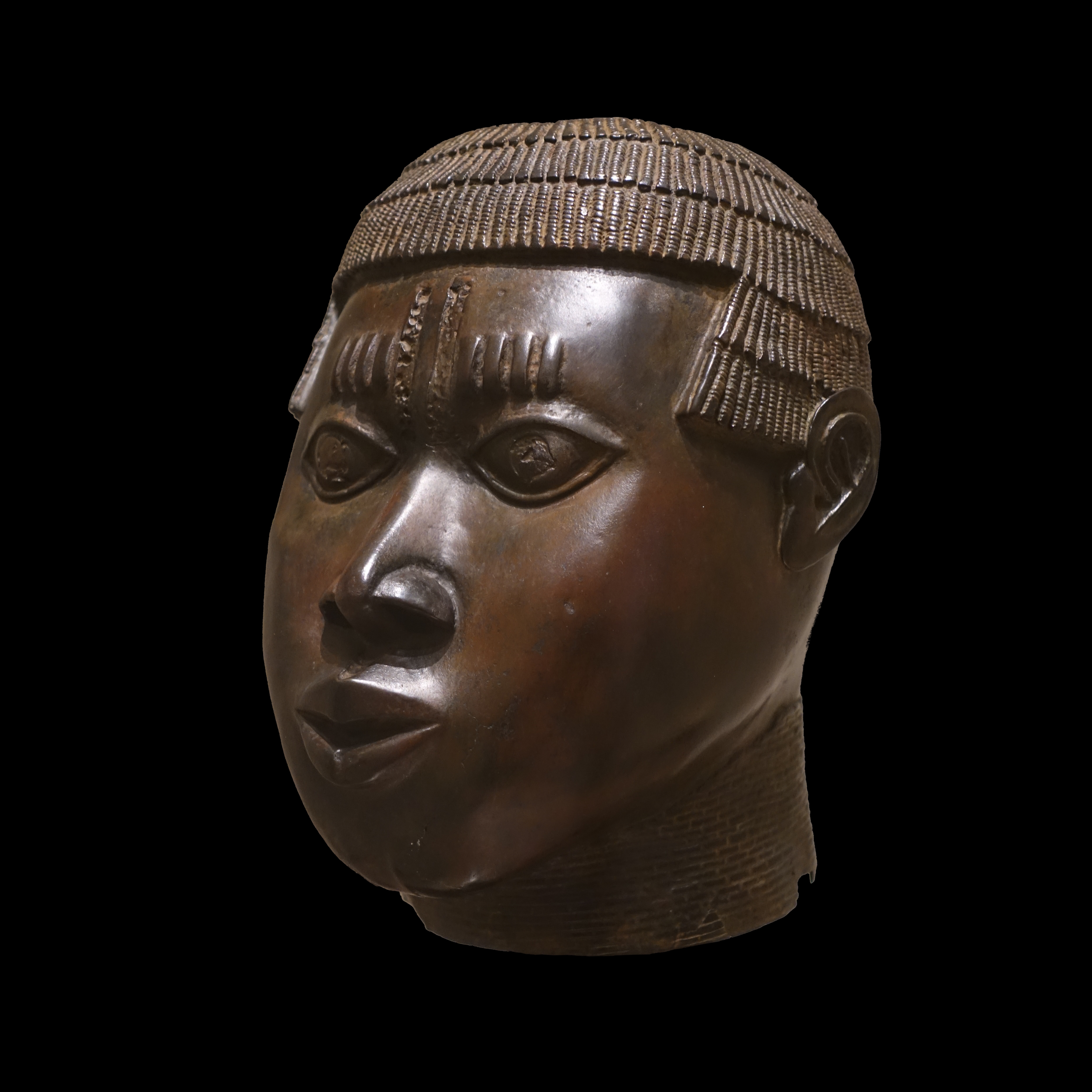
Königinnenkopf, 15.–16. Jahrhundert, Musée du quai Branly, Paris (Weitere Infos)
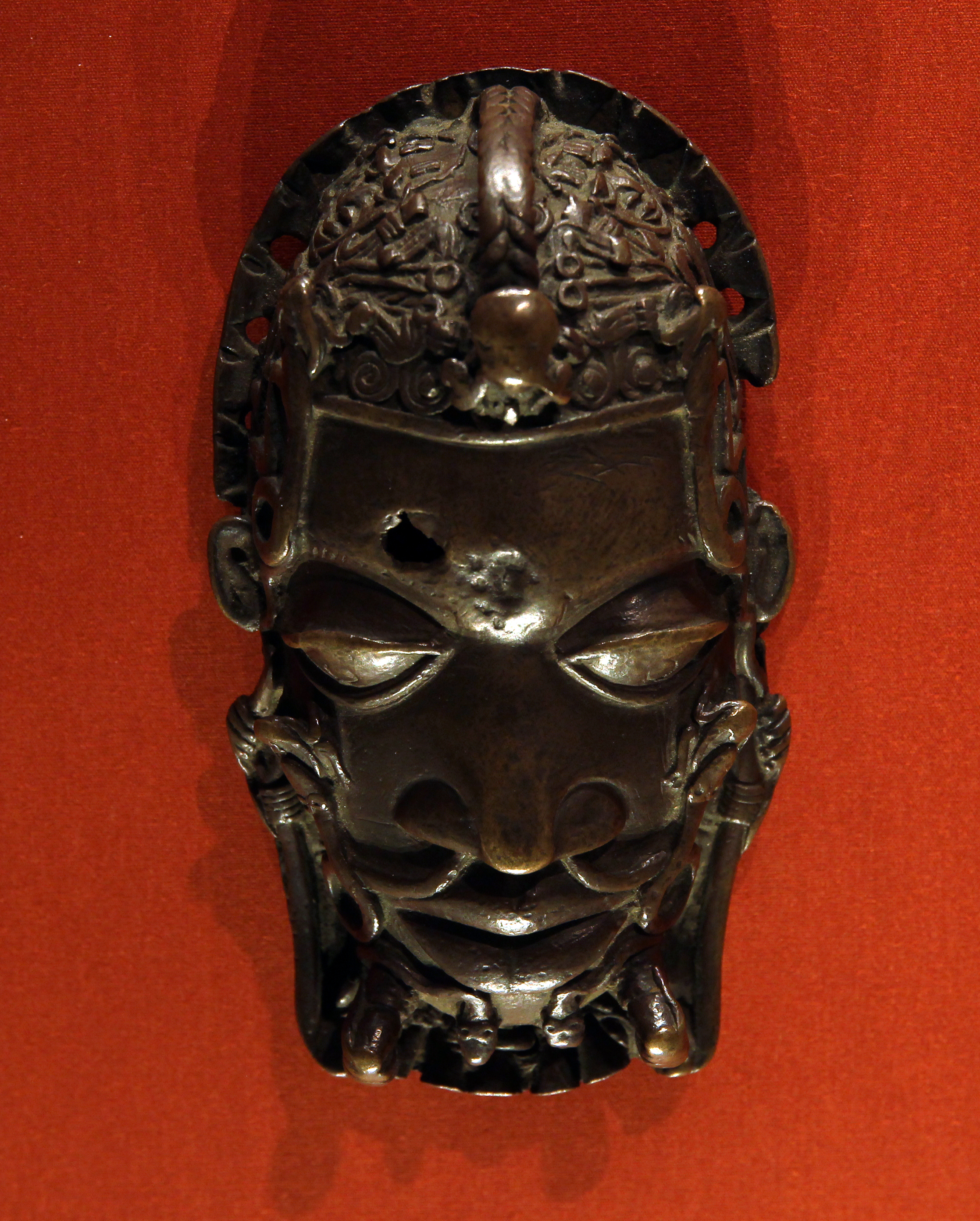
Maske, 16. Jahrhundert, British Museum, London
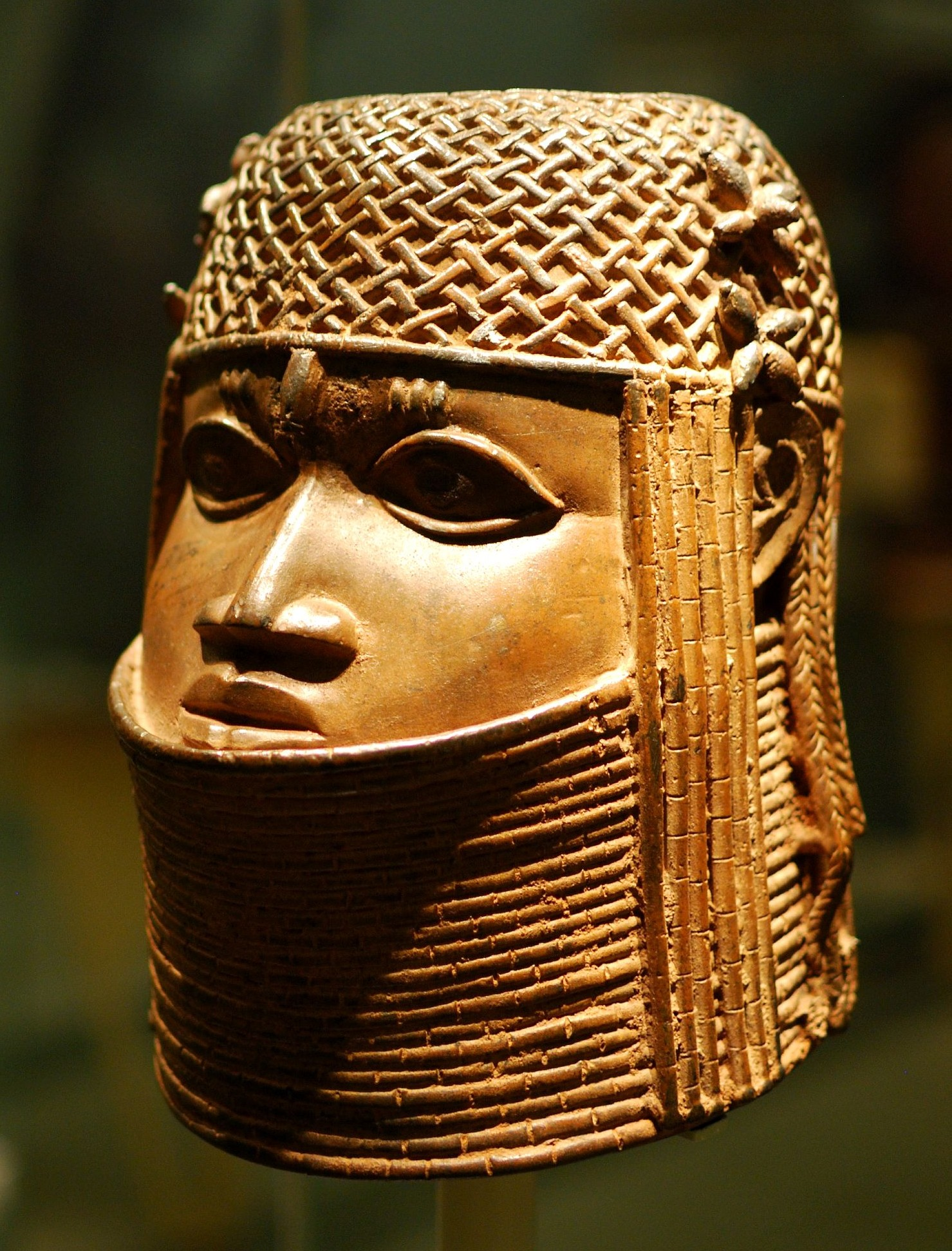
Kopf eines Oba, 16. Jahrhundert, Bristol Museum
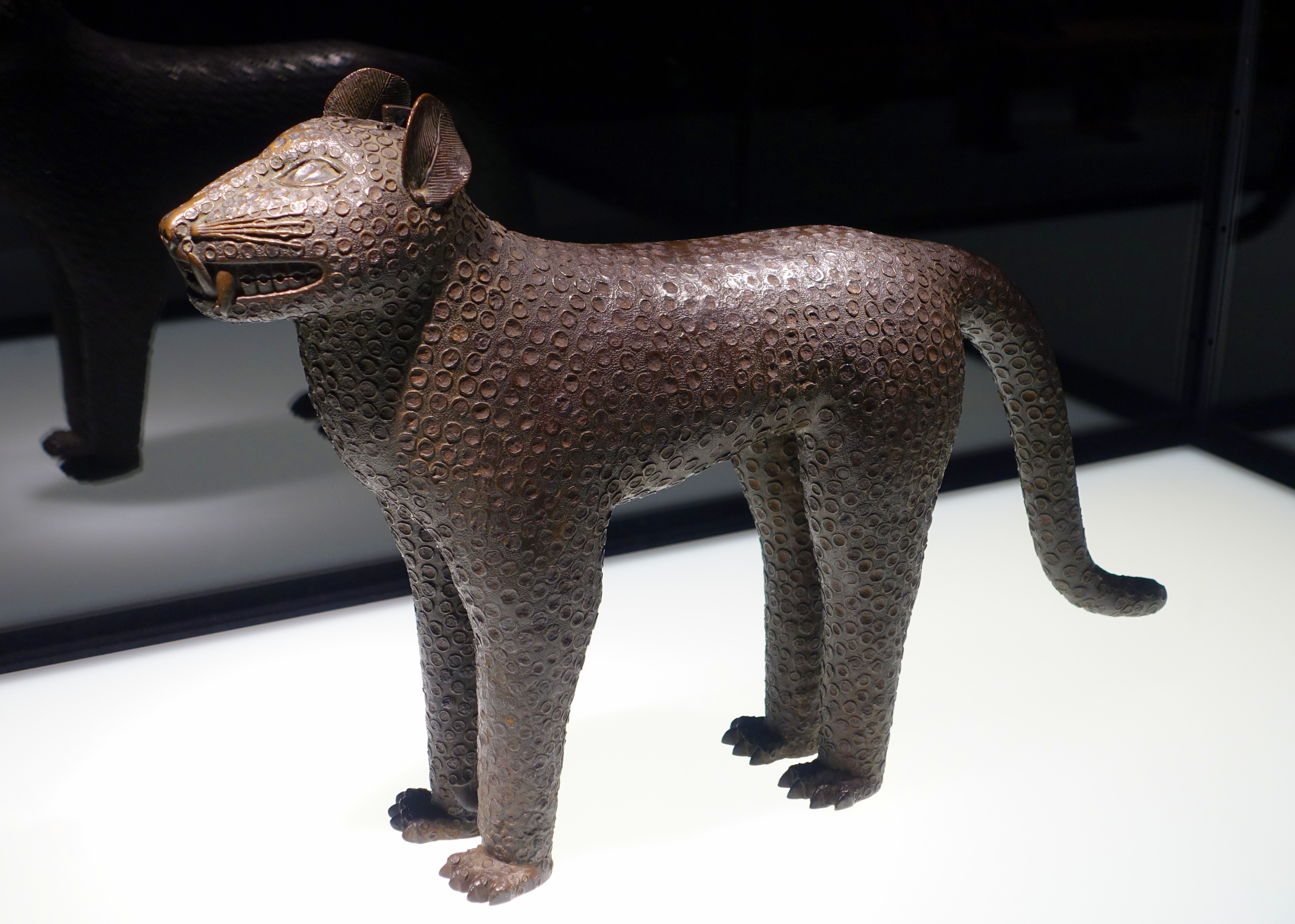
Leopard-Aquamanile, 17. Jahrhundert, Ethnologisches Museum, Berlin (Weitere Infos)
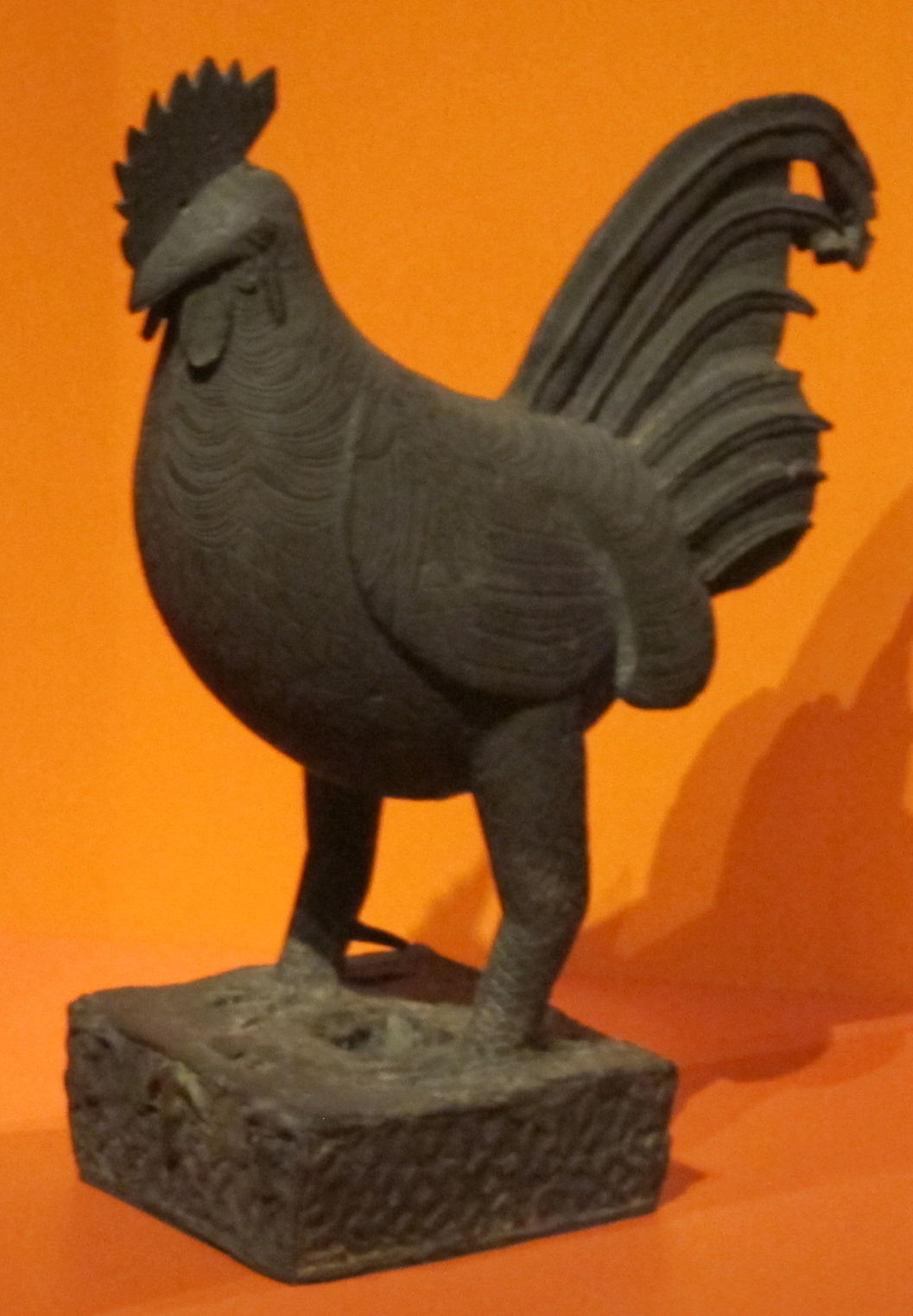
Benin-Bronze Okukor, Hahn (Gallo), wurde 2021 vom Jesus College (Cambridge) an den Hof von Benin in Nigeria zurückgegeben, 17.–18. Jahrhundert

## Geschichte nach dem Königreich Benin

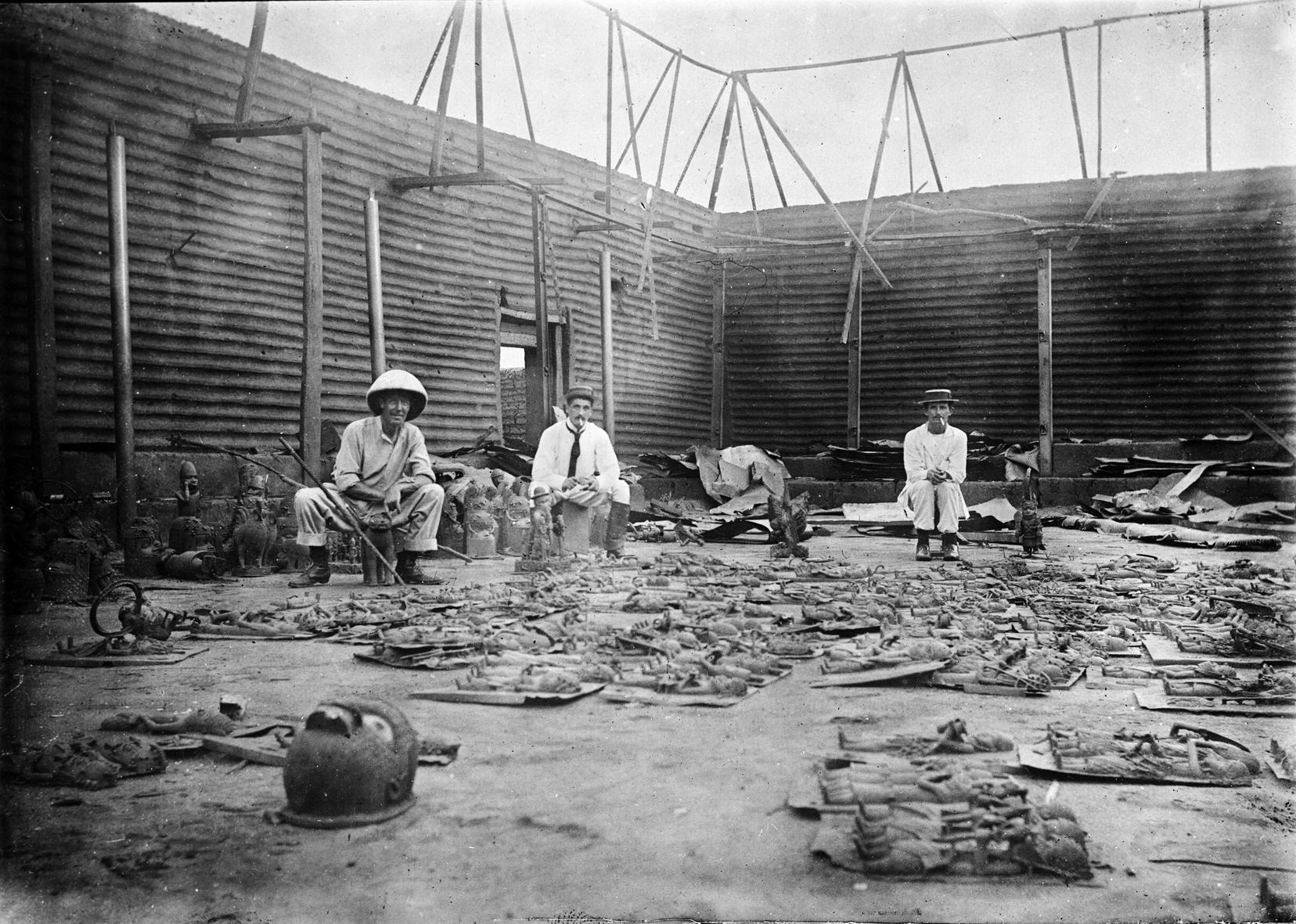
Britische Soldaten bei der Plünderung des niedergebrannten Oba-Palasts in Benin City im Februar 1897. Auf dem Fußboden liegen die Bronzen ausgebreitet.

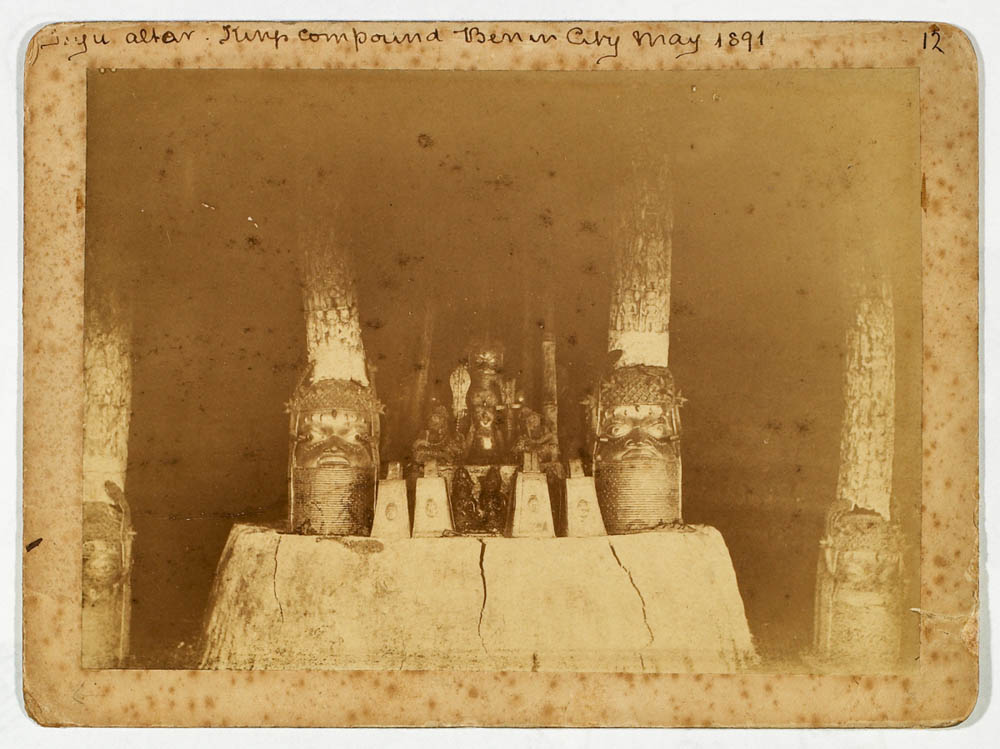
Altar im Königspalast Benin mit Bronzeskulpturen und beschnitzten Elefantenstoßzähnen 1891

1897 begann die Invasion von Benin durch Großbritannien nach einem Massaker, bei dem sieben von neun Briten, die den königlichen Hof besuchen wollten, und 200 beninische Bürger getötet wurden. Die Briten waren vorher mehrfach aufgefordert worden, ihre Absicht aufzugeben. Dem folgte die britische Strafexpedition nach Benin; der Oba wurde ins Exil verbannt und der Palast in Brand gesteckt. Die königlichen Schätze wurden konfisziert und größtenteils in London versteigert, um die Kosten der Invasion zu decken. Es wird von 3000–5000 erbeuteten Objekten ausgegangen. Im Juli 1897 gelangten die ersten Bronzen an das Museum für Kunst und Gewerbe in Hamburg. Mithilfe von Sammlungen versuchten Museumsleute aus Deutschland und Großbritannien ethnologisches Wissen über die lokale Bevölkerung Benins zu gewinnen. Auf diese Weise sollte die Kolonialverwaltung unterstützt werden. Felix von Luschan, Leiter der Abteilung Afrika und Ozeanien im Königlichen Museum für Völkerkunde Berlin, baute in Berlin die größte deutsche Sammlung auf, in vollem Bewusstsein, dass es sich um erbeutete Kunstschätze handelt. Deutscherseits waren 52 Söldner an der sogenannten „Strafexpedition“ unter dem Kommando Maschmann beteiligt. Die schweren Geschütze, mit denen die Häuser gezielt zerstört wurden, nachdem der militärische Sieg bereits errungen war, stammten zu einem Teil aus deutscher Produktion.
Auch das Zarenreich erhielt Benin-Bronzen, es war ein Geschenk des deutschen Afrikaforschers Hans Meyer. Sie wurden in der Ermitage und der Petersburger Kunstkammer ausgestellt.
In den 1930er Jahren forderte der Hof von Benin erstmals offiziell von der britischen Krone die Rückgabe der Kulturgüter. Dem wurde nur eingeschränkt nachgekommen, und nur wenige Stücke wurden zurückgegeben. Der erste Versuch Nigerias, einige der Benin-Bronzen aus Berlin zurückzuerhalten, erfolgte im Jahr 1972. Über den Direktor der nigerianischen Antikenbehörde, Ekpo Eyo, wurde versucht, aus Berlin und weiteren Städten Europas einige Dauerleihgaben zu erhalten.
2008 wurde in Deutschland die Benin Dialogue Group gegründet, um den Austausch zwischen deutschen Museen und dem Herkunftsort zu fördern. Dies geschah aus deutscher Sicht zunächst nicht mit dem Ziel einer Restitution, sondern um Sammlungsinformationen auszutauschen und Ausnahmeregelungen für Bildrechte zu schaffen.
2019 verkündete eine Sprecherin, dass mehr als 200 Objekte im neu eröffnenden Humboldt-Forum ausgestellt werden sollen. Dies stieß aufgrund ihrer durch Raub geprägten Vergangenheit auf Protest. Außerdem wurde die schlecht ausgeprägte Provenienzforschung angemerkt.

## Restitution

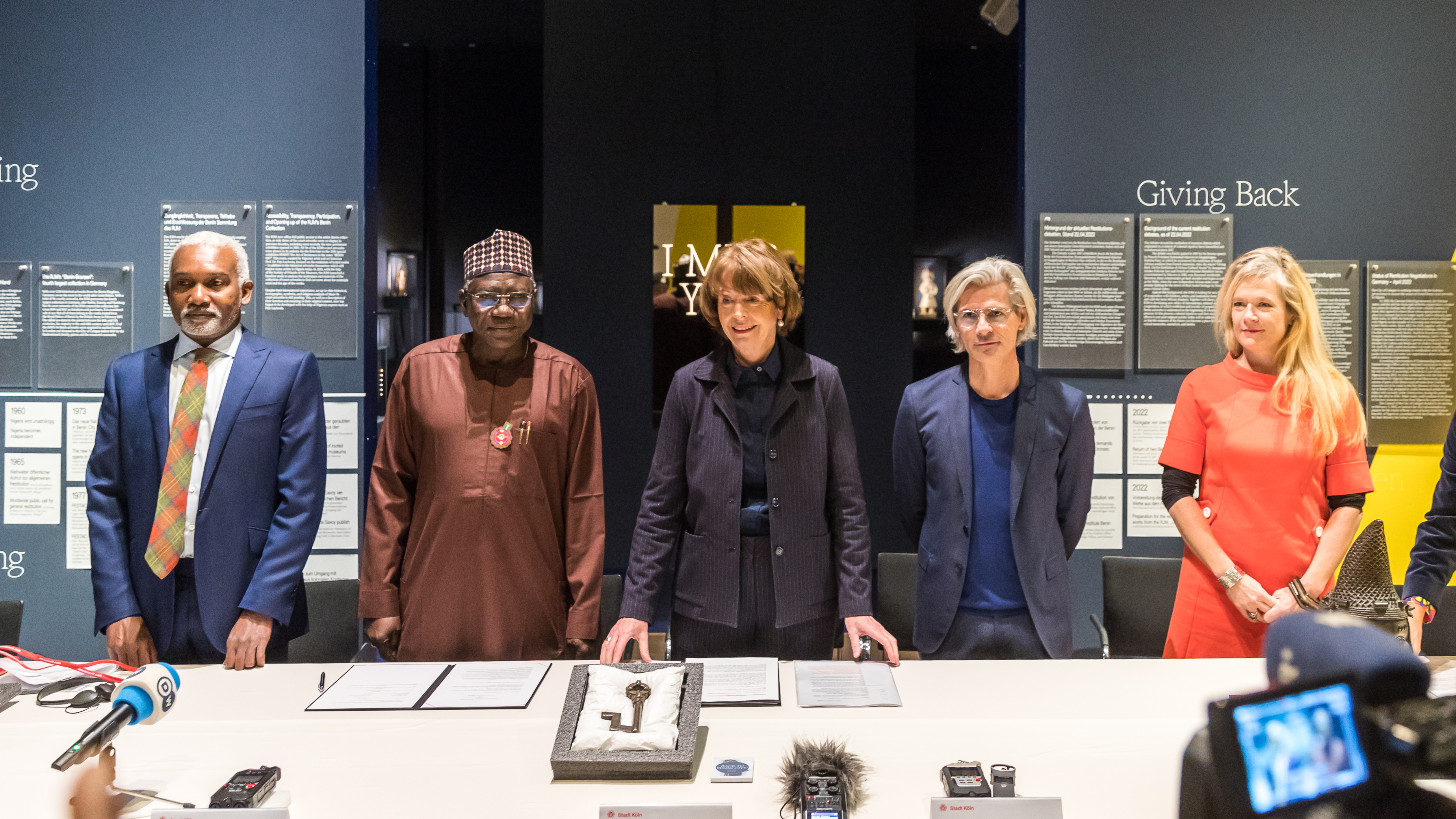
Unterzeichnung der Vereinbarung zur Eigentumsübertragung der Benin-Bronzen aus dem Kölner Rautenstrauch-Joest-Museum an Nigeria am 15. Dezember 2022

### Frankreich
Ende 2017 verkündete der französische Präsident Emmanuel Macron die geplante Rückgabe von unrechtmäßig erworbenen Kulturgütern in französischen Museen und gab den Bericht über die Restitution afrikanischer Kulturgüter bei dem senegalesischen Schriftsteller Felwine Sarr und der Berliner Kunsthistorikerin Bénédicte Savoy in Auftrag.

### Deutschland
Im August 2019 forderte der Botschafter von Nigeria in Deutschland im Namen seiner Regierung explizit die Rückgabe der Benin-Bronzen. Zusätzliche Bewegung kam in die Debatte, als Kulturstaatsministerin Monika Grütters im März 2021 in einem Interview ankündigte, dass es Restitutionen geben werde. „Leerstellen“ in den Sälen seien vielleicht sogar zu begrüßen, da sie den „Besuchern diesen bisher vernachlässigten Teil unserer Geschichte vor Augen führen“ würden.
Kurz darauf dokumentierte Bénédicte Savoy, prominente Kritikerin des Humboldt-Forums, in ihrem Buch Afrikas Kampf um seine Kunst, dass einige afrikanische Länder schon in den 1960er- und 1970er-Jahren die Rückgabe ihres gestohlenen Kulturguts verlangt hatten. Am 22. März 2021 sagte der Generalintendant des Humboldt-Forums, Hartmut Dorgerloh, er „erwarte“ noch für 2021 die Rückgabe der Benin-Bronzen. Allerdings ist vor der Rückgabe das Einverständnis mehrerer Bundesministerien und des Stiftungsrats der Stiftung Preußischer Kulturbesitz nötig. Im April 2021 beschlossen deutsche Museumsexperten eine Übergabe der Benin-Bronzen an Nigeria.
Im Oktober 2021 unterzeichneten eine deutsche Delegation sowie Vertreter Nigerias in Abuja eine gemeinsame Absichtserklärung, nach welcher „der zu Rückgaben führende Prozess im zweiten Quartal des nächsten Jahres mit Eigentumsübergang an den Objekten beginnen“ solle. Geplant wurde eine Übereignung sämtlicher Bronzen. Es bestehe zudem Interesse daran, dass auch nach der Rückgabe weiterhin Objekte in Deutschland gezeigt würden. In der gemeinsamen Erklärung haben die Vertreter beider Länder zudem den Wunsch nach einer engeren Zusammenarbeit auf dem Gebiet der Archäologie, der kulturellen Infrastruktur und der Ausbildung von Fachpersonal für Museen zum Ausdruck gebracht. Der Historiker Jürgen Zimmerer vermisste in diesem Zusammenhang eine historische Geste, mit der eine bedingungslose Rückgabe aller geraubten Objekte zum Ausdruck gebracht würde.
Mit einer am 1. Juli 2022 in Berlin unterzeichneten gemeinsamen Erklärung wurde ein Rahmen geschaffen, wie die Eigentumsrechte an den Bronzen von deutschen Museen an Nigeria übertragen werden können. Zur Unterzeichnung waren Nigerias Kulturminister Lai Mohammed und der nigerianische Staatsminister für Auswärtige Angelegenheiten Zubairu Dada nach Berlin gereist. Das vier Seiten und zwölf Unterpunkte umfassende Abkommen sieht eine „bedingungslose Rückgabe“ vor. Ende August 2022 wurde im Vertrag zwischen der Stiftung Preußischer Kulturbesitz und der Nigerianischen Kommission für Museen und Denkmäler (NCMM) zur Übertragung des Eigentums der betroffenen 514 Benin-Objekte aus der Sammlung des Ethnologischen Museums der Staatlichen Museen zu Berlin an Nigeria vereinbart, dass die deutschen öffentlichen Museen und Institutionen ein Drittel der Werke aus Benin zunächst für zehn Jahre als Leihgaben Nigerias ausstellen dürfen. Zwei Bronzen aus Berliner Beständen wurden direkt im Anschluss an die Erklärung übergeben: eine Reliefplatte mit einem König (Oba) und vier Begleitern sowie der Gedenkkopf eines Königs.
Am 14. Dezember 2022 unterzeichneten das Land Baden-Württemberg und die Landeshauptstadt Stuttgart eine Vereinbarung mit Nigeria, wonach 70 Objekte aus der Sammlung des Linden-Museums an Nigeria übertragen werden und 24 davon für zunächst zehn Jahre als Leihgabe im Linden-Museum verbleiben. Anschließend übergab Kulturministerin Petra Olschowski das kostbarste Stück der Sammlung, eine Elfenbeinmaske, an die Vertreter Nigerias. Am 15. Dezember 2022 unterzeichneten die Kölner Oberbürgermeisterin Henriette Reker und der Generaldirektor der National Commission for Museums and Monuments in Nigeria, Abba Isa Tijani, eine Vereinbarung zur Eigentumsübertragung. 92 Benin-Bronzen aus dem Kölner Rautenstrauch-Joest-Museum gehören damit Nigeria. Einige Werke blieben als Leihgabe in Köln. Einen Tag später wurde auch im Hamburger Rathaus ein Vertrag zur vollständigen Eigentumsübertragung und zur Rückgabe der 179 Bronzen aus dem Königreich Benin mit einem Schätzwert von 60 Millionen Euro unterzeichnet. Ein Drittel der Objekte soll als Leihgaben im Museum am Rothenbaum verbleiben.
Am 20. Dezember 2022 übergaben Kulturstaatsministerin Claudia Roth und Außenministerin Annalena Baerbock die ersten zwanzig Werke bei einer feierlichen Zeremonie in Abuja an Nigeria.

#### Übertragung in Privatbesitz des Oba von Benin
Am 23. März 2023 wurden die Eigentumsrechte an den Benin-Bronzen per Erlass des nigerianischen Staatspräsidenten Muhammadu Buhari an den Oba von Benin in Privatbesitz übertragen. Er ist der Ur-Ur-Enkel des Königs von Benin, dessen Kunstwerke 1897 während der britischen Strafexpedition geplündert wurden. Der Erlass betrifft sowohl alle bereits zurückgegebenen Bronzen als auch alle zukünftigen. Damit werden sie nicht mehr, wie ursprünglich bei der Übergabe geplant, dem nigerianischen Volk zugänglich in einem Museum ausgestellt, dessen Bau die Bundesrepublik Deutschland mit mehreren Millionen Euro unterstützt. Nachdem afrikanische Medien bereits im März 2023 darüber berichteten, kommentierte im deutschsprachigen Raum erstmals Anfang Mai 2023 die emeritierte Schweizer Ethnologin Brigitta Hauser-Schäublin diesen Vorgang als „Fiasko“: „Der Präsident übereignet nationales Eigentum [...] an eine Privatperson beziehungsweise eine private, autokratische Institution. Aus einem öffentlichen Gut wird damit exklusives Privateigentum.“ Eine andere Einordnung gab Matthias Goldmann, Jurist Experte für Völkerrecht und Kolonialismus. Der Oba beanspruche das Eigentum als traditionelles Oberhaupt der ethnischen Gruppe, der die Gegenstände ursprünglich entwendet worden seien. „Aus Sicht der Menschenrechte und besonders der Rechte ethnischer Minderheiten ist eine Eigentumsübertragung an ihn daher sogar naheliegend.“
Am 7. Mai 2023 ließ Kulturstaatsministerin Claudia Roth dazu mitteilen, man wolle mit der neuen nigerianischen Regierung nach deren Amtsantritt klären, was diese Maßnahme zu bedeuten habe. Eine wichtige Grundlage der Verhandlungen sei die Zuständigkeit der National Commission for Museums and Monuments in Nigeria gewesen. Am gleichen Tag bestätigte Annalena Baerbock, dass die Rückgabe nicht an Bedingungen geknüpft gewesen sei. Laut dem Vertragspartner für die Vereinbarungen, der Nationalen Museumskommission Nigerias, sei der Erlass vom 23. März noch nicht in Kraft getreten und es seien Änderungsanträge eingebracht worden. Barbara Plankensteiner als Direktorin des Hamburger Museums am Rothenbaum (MARKK) und Ko-Sprecherin der Benin Dialogue Group sowie Hermann Parzinger als Präsident der Stiftung Preußischer Kulturbesitz äußerten sich zu der Causa sehr viel gemäßigter und bezeichneten die Einbeziehung des Oba von Benin als richtig und alternativlos. Einen künftigen Zugang der Öffentlichkeit zu den Bronzen halten sie weiterhin für gegeben. Das Museum für Anthropologie und Archäologie der University of Cambridge verschob die für den 16. Mai 2023 geplante Rückgabe von 116 Bronzen mit Hinweis auf die „Verwirrung“, die der Erlass ausgelöst habe, auf Oktober 2023. Der Freistaat Sachsen machte weitere Schritte der Rückgabe von einer Stellungnahme Nigerias zur Wirksamkeit des Erlasses abhängig.

### Niederlande
Im Juni 2025 übergaben die Niederlande auf Betreiben der nigerianischen National Commission for Museums and Monuments 119 Benin-Bronzen an den Oba von Benin. Darunter befanden sich Tierfiguren, königliche Insignien, Tafeln und eine Glocke. Sie waren zuvor im Besitz des Wereldmuseums in Leiden befanden.

### USA
Das Stanley Museum of Art der University of Iowa war die erste US-amerikanische Institution, die, 2024, Benin-Bronzen direkt an den Oba von Benin zurückgab. Bei den beiden Artefakten handelte es sich um ein Altar-Element aus Holz sowie eine Messingplatte.
Im Juni 2025 restituierte das Museum of Fine Arts Boston (MFABoston) zwei Benin-Bronzen an den Oba von Benin. Beide Kunstwerke hatte der Sammler Robert Owen Lehman dem Museum 2013 und 2018 geschenkt. Etwa weitere 30 Bronzen hat er dem Museum als Leihgabe überlassen. Die meisten der Werke forderte er 2025 zurück. Als Konsequenz schloss das Museum seinen Ausstellungsbereich Benin Kindom Gallery. Die verbliebenen drei Bronzen werden in der Sammlung des MFABoston gezeigt.

### Kritik an der Restitution

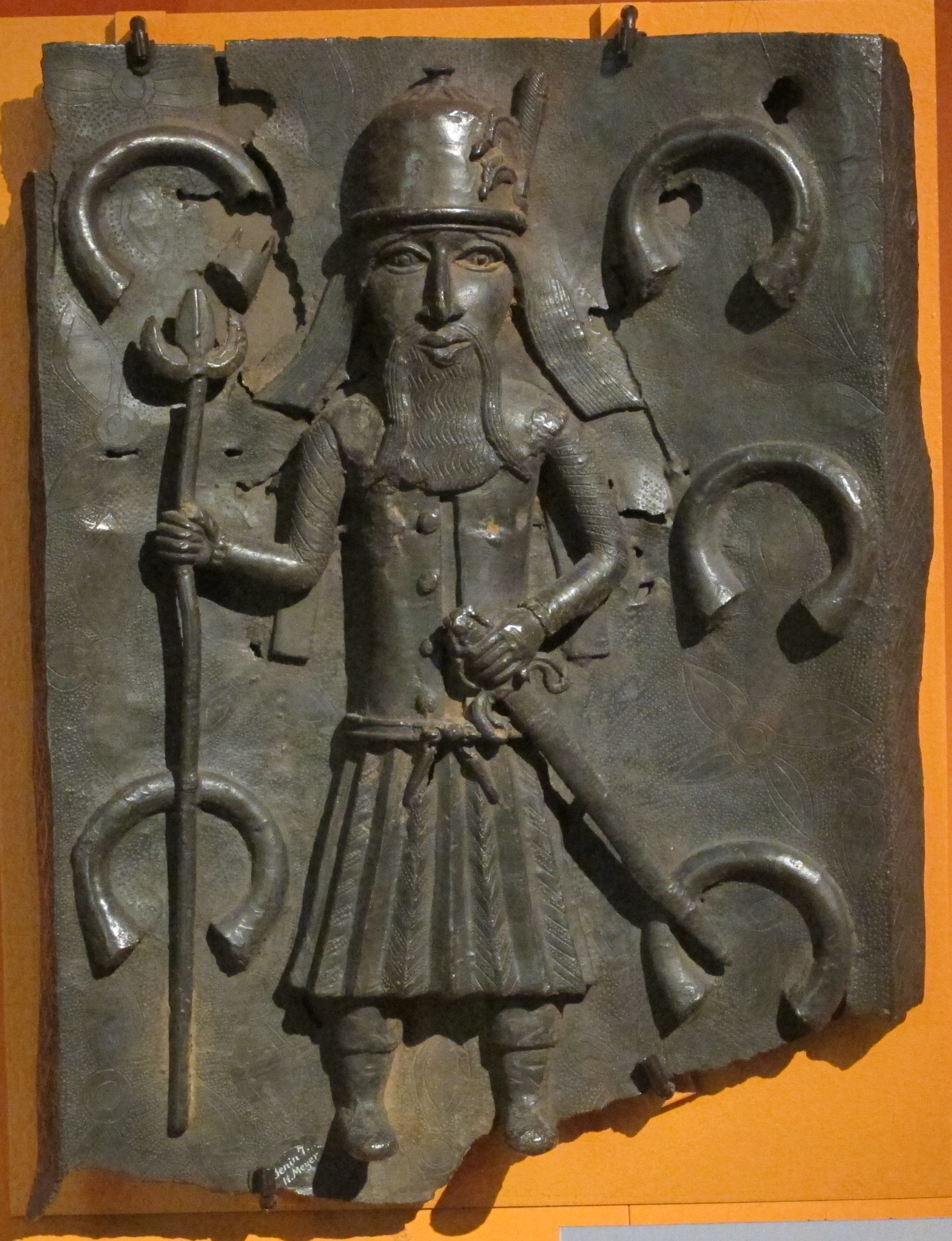
Darstellung eines Portugiesen (16. oder 17. Jahrhundert), Museum für Völkerkunde zu Leipzig. Manillas, wie sie auf der Tafel abgebildet sind, lieferten das Material für viele Benin-Bronzen. Sie kamen als Bezahlung für die vom Königreich Benin gelieferten Sklaven nach Afrika.

Die im Jahr 2000 gegründete US-amerikanische Restitution Study Group kritisierte im August 2022 die Absicht der Universitäten von Oxford und Cambridge, Bronzen nach Nigeria zurückzugeben, und schrieb eine Petition an die Charity Commission, der Rückgabe nicht zuzustimmen. Stattdessen lehnte die Gruppe jegliche Rückgabe ab, da das Königreich Benin aus dem Sklavenhandel Profit geschlagen hatte. Die Bronzen sind vielfach aus den Manillen hergestellt, die das Königreich Benin als Zahlung für den Verkauf der Sklaven erhielt. Deadria Farmer-Paellmann von der Restitution Group spricht daher von „Blut-Metall“. Die Gruppe forderte Frankreich, Großbritannien, die USA und Museen anderer Länder auf, die Bronzen weiterhin auszustellen, da sie in westlichen Museen den tatsächlichen Nachfahren von Sklaven zugänglich seien, die dafür „mit ihrem Leben bezahlt“ hätten, und nicht den Nachfahren von Sklavenhändlern. Die Gruppe schreibt:

„Das Königreich Benin würde, durch Nigeria, durch die Rückführung dieser Relikte ungerechtfertigt bereichert. Schwarze Menschen unterstützen Sklavenhändler-Erben nicht, nur weil sie schwarz sind. Nigeria und das Königreich Benin haben sich nie für die Versklavung unserer Vorfahren entschuldigt.“

Speziell von Deutschland forderte die Restitution Study Group, keine neuen Transferverträge mit Nigeria zu unterzeichnen und alle bestehenden Verträge aufzuheben. Stattdessen wünsche man sich Miteigentumsverträge mit den Nachkommen der versklavten Menschen und die treuhänderische Aufbewahrung der Metallgüsse in den deutschen Museen.

## Digital Benin
Im November 2022 berichteten das Magazin ARTnews und andere Medien, dass die Online-Plattform Digital Benin unter Federführung von Barbara Plankensteiner durch eine Anzahl von internationalen Museen erstellt wurde. Dabei sind sowohl Experten aus Nigeria (National Museum Lagos und Benin City National Museum) als auch von anderen afrikanischen und westlichen Institutionen beteiligt. Digital Benin listet 131 Institutionen aus 20 Ländern mit Kulturerbe aus Benin in ihren Sammlungen auf. Diese neue Online-Plattform ermöglicht es den Besuchern, sich über die Eigenschaften, den Standort und die Herkunft von mehr als 5.000 afrikanischen Kunstgegenständen zu informieren, darunter auch Landkarten, hochauflösende Bilder und die Titel der Werke in Englisch und der Edo-Sprache.
Das Projekt Digital Benin, finanziert von der Ernst von Siemens Kunststiftung mit 1,5 Millionen Euro, begann im Jahr 2020 und wurde bis Herbst 2023 verlängert.